# Robin George Collingwood
Robin George Collingwood (Cartmel Fell, Lancashire, 22 de febrer de 1889 - Coniston, Cumbria, 9 de gener de 1943) va ser un filòsof i historiador britànic.
Fill de l'acadèmic W. G. Collingwood (professor de Belles Arts de la University of Reading), es va educar a Rugbi School i el University College, d'Oxford, on es va graduar amb honors de primera classe. Abans d'això havia estat escollit fellow del Pembroke College d'Oxford, càrrec que va exercir quinze anys abans de convertir-se en Waynflete Professor of Metaphysical Philosophy del Magdalen College d'Oxford. Va ser l'únic deixeble de Francis J. Haverfield que va sobreviure a la Primera Guerra Mundial.
Va ser influït pels idealistes italians com Benedetto Croce, Giovanni Gentile i Guido de Ruggiero, aquest últim com amic íntim. Altres importants influències van ser les de Hegel, Kant, Giambattista Vico, F. H. Bradley i J. A. Smith. També John Ruskin, del que havia estat alumne el seu pare.
Collingwood és principalment conegut pel seu llibre The Idea of History (La Idea d'Història), obra pòstuma, composta per diverses fonts reunides poc després de la seva mort pel seu deixeble T. M. Knox. L'obra es va convertir en la principal inspiració per a la filosofia de la història al món anglosaxó. És àmpliament citada, el que va portar un comentarista a dir irònicament que Collingwood es convertiria en «el millor mal conegut pensador de la nostra època» ("the best known neglected thinker of our time").
A més a més de filòsof de la història, Collingwood era també un historiador a la pràctica, així com arqueòleg. A la seva època era considerada una autoritat a la Britànnia romana.
Collingwood entenia la història com "la recol·lecció" del «pensament» d'un personatge històric. Collingwood considerava si dues persones diferents podien tenir el mateix pensament i no solament el mateix contingut, concloent que «no hi ha una teoria sostenible de la identitat personal» ("there is no tenable theory of personal identity") que permetés aquesta doctrina.
A The Principles of Art (Els Principis de l'Art) Collingwood sostenia (continuant a Croce) que les obres d'art eren essencialment expressions de l'emoció. Veia l'art com una funció necessària de la ment humana, i ho considerava una activitat col·laborativa. En política Collingwood defensava els ideals del que anomenava liberalisme «en el sentit continental».

## Obra publicada en vida
- Religion and Philosophy (1916) ISBN 1-85506-317-4
- Roman Britain (1923, ed. 2, 1932) ISBN 0-8196-1160-3
- Speculum Mentis (1924)
- Outlines of a Philosophy of Art (1925)
- The Archaeology of Roman Britain (1930)
- An Essay on Philosophic Method (1933, rev. ed. 2005). ISBN 1-85506-392-1
- Roman Britain and the English Settlements (with J. N. L. Myres, 1936, second edition 1937)
- The Principles of Art (1938) ISBN 0-19-500209-1
- An Autobiography (1939) ISBN 0-19-824694-3
- The First Mate's Log (1940)
- An Essay on Metaphysics (1940, revised edition 1998). ISBN 0-8191-3315-9
- The New Leviathan (1942, rev. ed. 1992) ISBN 0-19-823880-0

## Obra pòstuma
- The Idea of Nature (1945) ISBN 0-19-500217-2
- The Idea of History (1946, revised edition 1993). ISBN 0-19-285306-6
- Essays in the Philosophy of Art (1964)
- Essays in the Philosophy of History (1965) ISBN 0-8240-6355-4
- Essays in Political Philosophy (1989) ISBN 0-19-823566-6
- The Principles of History and Other Writings in Philosophy of History (2001) ISBN 0-19-924315-8
- The Philosophy of Enchantment: Studies in Folktale, Cultural Criticism, and Anthropology (2005) ISBN 0-19-926253-5